# Parsoji
Parsoji (o Parasoji) fou raja maratha de Nagpur de la família Bhonsle, fill i successor de Raghuji II.
Raghuji II va morir el 22 de març de 1816 i el va succeir el seu fill Parsoji que era paralitíc, cec i mentalment retardat. El seu pare havia intentat millorar les seves habilitats sense èxit. Baka Bai la madrastre del nou raja el va mantenir a palau i es va fer càrrec de l'administració amb ajut de Dharmaji Bhosle, Naroba Chitanis i Gajabadada-Gujar. Dharmaji era fill il·legítim de Raghuji i fou el guardià del tresor reial i cap de l'exèrcit (junt amb Siddik Ali Khan i Gajabadada). L'únic pretendent al poder era Appa Sahin Bhonsle, cosí sense dret legítim a la corona, però que tenia el suport de molts cortesans entre els quals Ramchandra Vagh i Manbhat, que tractaven de convèncer els partidaris de Parsoji; la facció d'aquest l'encapçalava la regent Baka Bai i Dharmaji. El resident Jenkins va donar secretament suport a Appa Sahib que es mostrava favorable a l'aliança subsidiària ambicionada pels britànics. Quan Siddik Ali Khan se'n va assabentar la seva lleialtat a Parsoji i Baka Bai va entrar en dubte i es va situar en posició de passar al partit triomfador. Appa Sahib va convocar a una reunió a Dharmaji l'11 d'abril de 1816 i inesperadament el va arrestar agafant possessió del poder efectiu i del tresor; llavors va fer coronar a Parsoji i es va celebrar un gran darbar en el que es va formalitzar el nomenament d'Appa Sahib com a regent. Jenkins hi va estar present.
El 5 de maig de 1816 Dharmaji fou assassinat i Appa Sahib es va lliurar així del seu principal adversari. Elr egent va entrar a l'aliança subsidiària el 28 de maig de 1816 que permetia l'establiment de soldats a Nagpur com a protecció, pagats pel sobirà que responia del pagament amb el territori; els afers exteriors passaven a control del resident britànic i el raja no podria fer la guerra a aliats britànics. La força britànica fou traslladada des de Ellichpur sota el general Dovetone; un contingent va quedar estacionat a Kalamesvar prop de Nagpur. Appa Sahib va establir residència a Telankhedi Garden.
L'1 de febrer de 1817 Parasoji fou trobat mort al seu llit, probablement assassinat pels seus guardians Sadikmanu Bhaldar i Janu Bansod, pagats per Appa Sahib. El resident però va absoldre al regent de la mort encara que més tard li fou imputada. Appa Sahib va pujar al tron com Mudhoji II.